# Rika Tabashi
Rika Tabashi (jap. 田橋 里花, Tabashi Rika; * 12. November 1981) ist eine japanische Marathonläuferin.
2003 wurde sie Neunte beim Kagawa-Marugame-Halbmarathon und kam beim Nagoya-Marathon auf den 20. Platz, und 2004 wurde sie Elfte beim Boston-Marathon und gewann den Košice-Marathon.
2005 belegte sie beim Kagawa-Marugame-Halbmarathon Rang 15, und 2006 kam sie in Nagoya auf den 21. Platz.
Rika Tabashi stammt aus der Präfektur Nagasaki und absolvierte die Chikushi-Oberschule in Fukuoka.

## Persönliche Bestzeiten
- 10.000 m: 33:28,04 min, 14. Mai 2005, Kitakyūshū
- Halbmarathon: 1:12:56 h, 6. Februar 2005, Marugame
- Marathon: 2:33:52 h, 3. Oktober 2004, Košice